# Museu d'art Kimbell
El Museu d'Art Kimbell (en anglès: Kimbell Art Museum) està situat a la ciutat de Fort Worth, Texas, EUA.
Alberga una petita i exquisida col·lecció d'art d'Europa, Àsia i de les cultures precolombines. La col·lecció pictòrica és sorprenent, i s'ha format en els últims quaranta anys. Hi ha obres de Picasso (Retrat cubista d'home amb pipa), Duccio, Fra Angelico, Andrea Mantegna, Caravaggio (Els jugadors de cartes), El Greco, Rembrandt, Monet, Thomas Gainsborough, Rubens, Velázquez (Retrat de Pedro de Barberana), Adam Elsheimer, Cézanne, Edgar Degas i Piet Mondrian, entre molts altres. L'edifici del museu es va inaugurar el 1972 i el va dissenyar Louis Kahn.